# 临颍县
临颍县是中国河南省漯河市下辖的一个县。汉高祖六年（前201年）析许县置，因濒临颍河得名。临颍位于河南省中部，黄河南岸。县境西与襄城县交界，北与许昌县毗邻，东与鄢陵县、西华县接壤，南与漯河市郾城区相连，总面积821平方公里，总人口約60万人。县人民政府駐潁川大道。

## 行政区划
临颍县下辖2个街道办事处、10个镇、4个乡：
城关街道、新城街道、繁城镇、杜曲镇、王岗镇、台陈镇、巨陵镇、瓦店镇、三家店镇、窝城镇、王孟镇、大郭镇、皇帝庙乡、固厢乡、石桥乡和陈庄乡。

## 人口
據第七次人口普查數據，截至2020年11月1日零時，臨潁縣常住人口為593673人。
全县总人口約73万人（2007年）。

## 經濟
临颍县为河南省较具实力的县市之一，2009年GDP总量为1,721,124万元（折合251,958万美元），位居河南各县（市）居第20位；人均GDP为25,464元（合3,728美元），居30位。

## 交通
- 107国道、 344国道过境。
- G8京港澳高速、京广铁路，京广高铁过境。